# Eria carolettae
Eria carolettae är en orkidéart som beskrevs av Henry Fletcher Hance. Eria carolettae ingår i släktet Eria och familjen orkidéer.
Artens utbredningsområde är Kambodja. Inga underarter finns listade i Catalogue of Life.